# 格倫德維森巴赫河
50°03′56″N 10°20′28″E / 50.065517°N 10.341249°E
格倫德維森巴赫河是德國的河流，位於該國東南部，由巴伐利亞負責管轄，屬於施泰納赫河的左支流，河道全長2.4公里，河畔城鎮有紹農根。